# Walter Kießling
Walter Siegfried Kießling (* 24. Juli 1892 in Tannroda; † 1966 in Göttingen) war Jurist, Politiker (DNVP, später NSDAP), von 1933 bis 1936 Oberbürgermeister der Stadt Gera und von 1936 bis 1945 Oberbürgermeister der Stadt Erfurt.

## Leben
Kießling war Sohn des Pfarrers Max Kießling. Er besuchte das Wilhelm-Ernst-Gymnasium in Weimar. Dann studierte er in Jena und Berlin Staats- und Rechtswissenschaften und legte Anfang 1914 seine erste juristische Staatsprüfung ab. Am Ersten Weltkrieg nahm er als Freiwilliger teil, wurde Batterieführer und vielfach ausgezeichnet. 1919 wurde er Referendar am Amtsgericht Kahla, war beim Landgericht Altenburg und Oberverwaltungsgericht Jena beschäftigt und nach seinem 1921 abgelegten Assessorexamen Hilfsrichter am Jenaer Amts- und Landgericht. Er war 1922 vertretungsweise Direktor der Landesstrafanstalten in Ichtershausen und Untermaßfeld, 1923 Hilfsrichter in Eisenach und ab 1924 als Rechtsanwalt in Weimar tätig. Kießling war ab 1920 Mitglied der DNVP, er wechselte zum 1. August 1930 zur NSDAP (Mitgliedsnummer 298.276) und stieg innerhalb von drei Jahren vom Ortsgruppenleiter zum Bezirks- und Kreisleiter und schließlich zum Gaustellenleiter in Weimar auf. Ebenso wurde er Gauführer im 1928 gegründeten Bund Nationalsozialistischer Deutscher Juristen.
Von der Gemeindevertretung der Stadt Gera wurde Kießling am 24. März 1933 zum Oberbürgermeister gewählt und übte dieses Amt vom 1. April 1933 bis zum 8. März 1936 aus. Ende 1933 begann er mit der Entlassung von „national unzuverlässigen“ Beamten, Angestellten und Arbeitern. Gleichzeitig „sanierte er die Stadtfinanzen und beseitigte die Wohnungsnot“ in Gera.
Am 11. März 1936 trat Kießling das Amt des Oberbürgermeisters in Erfurt an, wo er als Verwaltungsfachmann und entschlossener Politiker galt. Er gliederte Hochheim und Melchendorf nach Erfurt ein, förderte den Wohnungsbau und ließ gegen den Willen der Gauführung ein großes Kühlhaus errichten. Auch zeigte er sich bei der Verfolgung jüdischer Bürger sehr aktiv, angefangen von alltäglichen Diskriminierungen bis hin zu Deportationen der Erfurter Juden. Er begab sich in regelrechte Konkurrenz zu Gauleiter Sauckel, um seine Stadt besonders schnell „judenfrei“ zu bekommen. So vermerkte der Sicherheitsdienst in einem Bericht:
„In der Judenfrage wollte K. gegenüber den zentral gelenkten Maßnahmen der Stapo eigene Wege gehen, um Erfurt baldmöglichst judenfrei hinstellen zu können.“
1939 betrieb Kießling den Abbruch des von Hans Walther geschaffenen Ehrenmals des ehemaligen Erfurter Jäger-Regiments zu Pferde Nr. 6 für die Gefallenen des Ersten Weltkriegs, da er dieses als „Zerrgebilde“ ansah. Während des Einmarschs in Polen war Kiessling von September bis November 1939 vorübergehend kommissarischer Oberbürgermeister und Stadtkommissar in Thorn im Gau Danzig/ Westpreußen, ehe er am 1. November 1939 vom NSDAP-Mitglied Franz Jakob aus Fürth als Oberbürgermeister abgelöst wurde. Während der Amtszeit Kiesslings wurde ein Teil der polnischen und jüdischen Bevölkerung in Thorn ermordet oder in Konzentrationslager verbracht. 
Kießling, der auch SA-Standartenführer war, setzte sich gegen Ende des Zweiten Weltkrieges für eine kampflose Übergabe der Stadt an die US-Truppen ein, um eine sinnlose Zerstörung zu vermeiden. Der Kampfkommandant der Stadt, Oberst Otto Merkel, lehnte dies allerdings ab und befahl die Erschießung Kießlings, welche aber nicht vollstreckt wurde. Nach dem Einmarsch der Amerikaner wurde er als Oberbürgermeister abgesetzt und verhaftet. Zunächst gelang ihm die Flucht, dann wurde er erneut festgenommen und kam für zweieinhalb Jahre in das US-Internierungslager Kornwestheim bei Stuttgart. 1947 wurde er entlassen. Sein Entnazifizierungsverfahren wurde 1949 mit „entlastet“ abgeschlossen.
Kießling ging nach Oldenburg, wohin ihm seine Frau mit sechs Kindern aus Weimar folgte. Ab 1951 war er in Oldenburg und ab 1956 in Göttingen als Rechtsanwalt tätig. Hier beteiligte er sich am Ausbau des Mieterschutzvereins. Er verstarb 1966 an den Folgen einer Darmoperation.